# 앨런 버넷
앨런 버넷(영어: Alan Burnett)은 미국의 작가, 프로듀서로 워너 브라더스 애니메이션, 해나 바베라 등에서 일했다.